# سایلنت هیل ۲
سایلنت هیل ۲ (به انگلیسی: Silent Hill ۲) یک بازی ویدئویی در سبک ترس و بقا و عنوان دومین قسمت از مجموعه بازی‌های سایلنت هیل به‌شمار می‌رود که در سال ۲۰۰۱ توسط تیم سایلنت، بخشی از شرکت کونامی کامپیوتر انترتینمنت برای کنسول پلی‌استیشن ۲ منتشر شد. نسخهٔ ارتقاء داده شده‌ای از این بازی در دسامبر همان سال برای کنسول ایکس‌باکس و سپس در سال ۲۰۰۲ برای مایکروسافت ویندوز عرضه شد. یک نسخه بازسازی شده که دارای خصوصیاتی از قبیل گرافیک اچ‌دی بود، به عنوان یکی از بخش‌های بازی «سایلنت هیل اچ‌دی کالکشن» در سال ۲۰۱۲، برای کنسول‌های پلی‌استیشن ۳ و ایکس‌باکس ۳۶۰ در دسترس قرار گرفت.
سایلنت هیل ۲ به‌طور گسترده توسط منتقدین به عنوان یکی از بهترین بازی‌های ویدئویی ترسناک که تا کنون ساخته شده به‌شمار می‌رود. دنباله‌ای برای این بازی با نام سایلنت هیل ۳ در سال ۲۰۰۳ منتشر شد. بازسازی این بازی در ۱۹ اکتبر ۲۰۲۲ با پخش تریلری اعلام شد و در ۸ اکتبر ۲۰۲۴ توسط شرکت لهستانی بلوبرتیم با مشارکت هنرمند اصلی سایلنت هیل ۲ ماساهیرو ایتو و آهنگسازی آکیرا یامائوکا منتشر شد.

## داستان
این بازی در ادامه نسخه اول بازی نیست و موضوع آن در بخش دیگری از شهر سایلنت هیل روی می‌دهد.
شخصیت اصلی بازی، «جیمز ساندرلند» مرد میانسالی است که در کابوس، از سوی همسر خود (مری) که ۳ سال پیش فوت کرده، نامه‌ای را برای ملاقات دوباره در سایلنت هیل دریافت می‌کند که در آن نوشته: "در خواب‌های آشفته‌ام من اون شهر رو می‌بینم… سایلنت هیل.. به من قول دادی که من رو یه روزی به اونجا خواهی برد. ولی هیچوقت این کار را نکردی… خب، من الان اونجا تنهام… در مکان مخصوص مان…منتظر توام…"
بنابراین جیمز تصمیم می‌گیرد که به سایلنت هیل برود و به دنبال سرنخ‌هایی از همسر مُرده‌اش بگردد. عشق اون به همسرش او را به کابوسی بی‌پایان در این شهر می‌کشاند… جایی که با بدترین ترس خود یعنی عشق مواجه می‌شود. سایلنت هیل مکانی است که وقتی شخصی وارد آن می‌شود گناهان و پشیمانی‌های گذشته او به صورت هیولا و موجودات جهنمی به او حمله می‌کنند. به همین دلیل است که لارا که دختر کوچک و معصومی است می‌تواند بدون دیدن هیولا در شهر رفت‌وآمد کند یا وقتی جیمز از کابوس‌های خود برای دیگران صحبت می‌کند آن‌ها حرفش را قبول نمی‌کنند.
شخصیت دیگر بازی، ماریا است که شبیه همسر مرده جیمز است. ماریا در حقیقت بزرگ‌ترین مُجازات سایلنت هیل برای جیمز به‌شمار می‌آید؛ زیرا ماریا انسان نیست، بلکه یک توهم است. به همین علت او بسیار شبیه همسر جیمز است و مرتب در طول داستان جلوی چشم جیمز کشته می‌شود تا خاطره مرگ همسرش را برای او زنده کند. همسری که خود جیمز قاتلش بوده‌است. جیمز در ادامه جستجوی خود به هتل شهر می‌رود؛ زیرا جایی که آن دو در آن مدتی اقامت داشتند. در هتل، جیمز متوجه می‌شود که نامه‌ای که از همسرش دریافت کرده یک برگه کاملاً خالی بوده و ماریا در اصل مرده ولی نمی‌خواهد با آن روبرو شود.

### پایان‌های بازی
این بازی به شش صورت پایان می‌یابد:
در نسخه "تَرک» جیمز برای آخرین بار با ماری ملاقات می‌کند، نامه او را می‌خواند و به همراه لارا شهر را ترک می‌کند. در نسخه «در آب» جیمز توسط خودرو خود را از صخره به پایین می‌اندازد و خودکشی می‌کند. در نسخه «ماریا» جیمز، ماری را در پشت بام می‌بیند که جیمز را به خاطر کشتن او نبخشیده‌است. پس از شکت ماری، جیمز، شهر را با ماری واقعی ترک می‌کند. در مدت کوتاهی، ماری شروع به سرفه کرده و چرخه مرگ و توهم بازی دوباره آغاز می‌شود. در نسخه «تولد دوباره» جیمز تلاش می‌کند تا ماری را با چیزهای عجیبی که در طول بازی پیدا کرده، دوباره زنده کند.
و دو پایان جوک دیگر: در نسخه «سگ» جیمز متوجه می‌شود که کنترل‌کننده تمامی اتفاقات در شهر، یک سگ است. در نسخه «بشقاب پرنده» جیمز توسط موجودات فرازمینی که به هری در نسخه اول کمک می‌کردند ربوده می‌شود.

## اقتباس سینمایی
در اکتبر ۲۰۲۲ اعلام شد که این بازی در فیلمی با عنوان بازگشت به سایلنت هیل اقتباس خواهد شد و کریستف گان کارگردانی این فیلم را بر عهده خواهد داشت.